# Huntington Bank Stadium
 (mai 2018).
Si vous disposez d'ouvrages ou d'articles de référence ou si vous connaissez des sites web de qualité traitant du thème abordé ici, merci de compléter l'article en donnant les références utiles à sa vérifiabilité et en les liant à la section « Notes et références ».
Le Huntington Bank Stadium (anciennement TCF Bank Stadium) est un stade de football américain situé à Minneapolis dans le Minnesota.
Le stade a une capacité de 50 805 places et dispose de 39 suites, 59 loge boxes et 300 sièges de club.

## Histoire
La construction du TCF Bank Stadium a commencé en septembre 2006, et fut terminé en septembre 2009, pour un coût estimé à environ 303 millions de dollars. Le stade est la propriété de l'Université du Minnesota, où évoluent les Golden Gophers. L'enceinte a également servi aux Vikings du Minnesota pour la saison 2014 et 2015 soit pendant la construction de leur nouveau stade.
Le stade était à l'origine connu sous le nom de TCF Bank Stadium via un accord de sponsoring. Lorsque la TCF Bank a été achetée par Huntington Bancshares en 2021, le stade a été rebaptisé Huntington Bank Stadium.

## Galerie

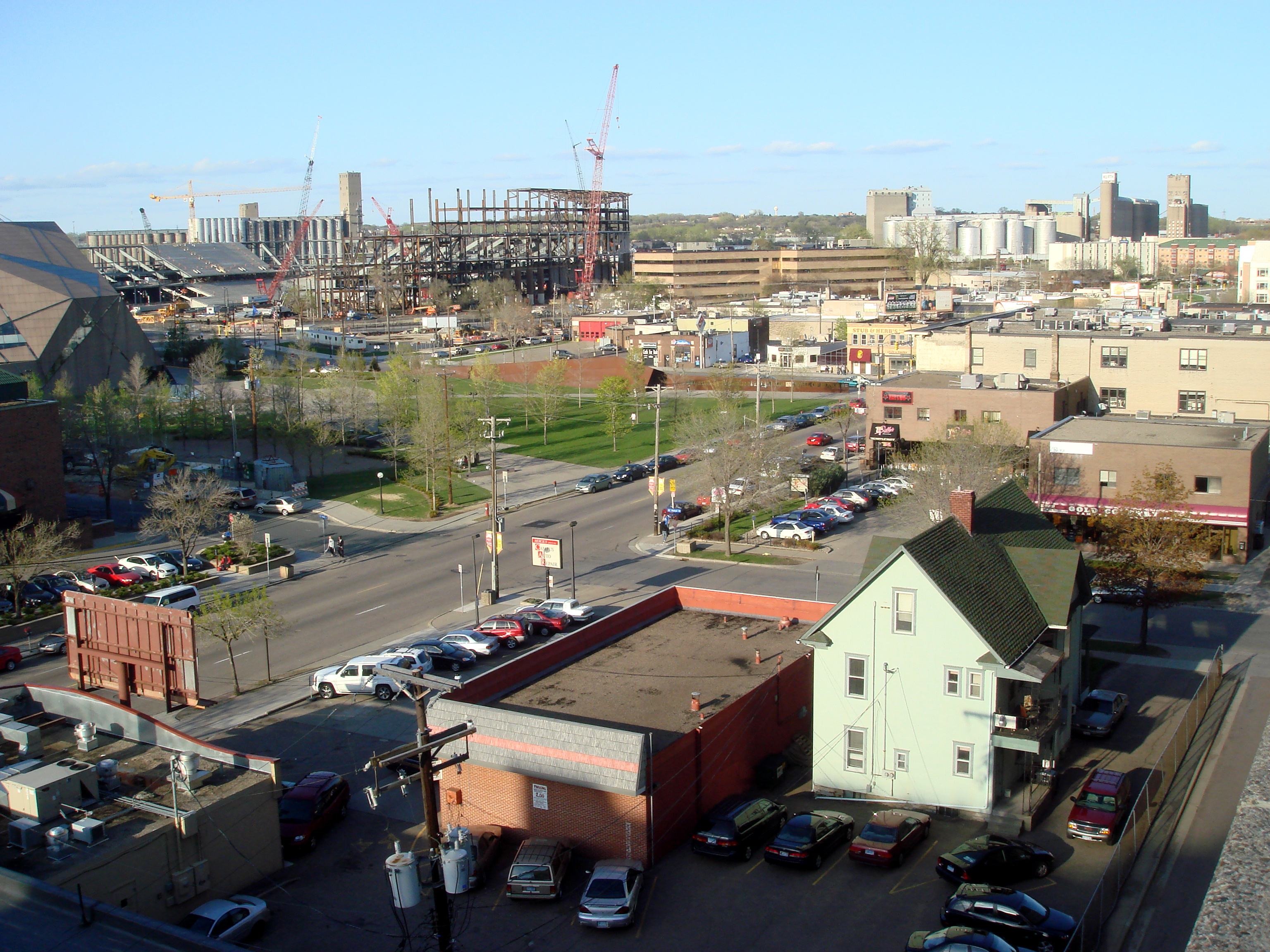
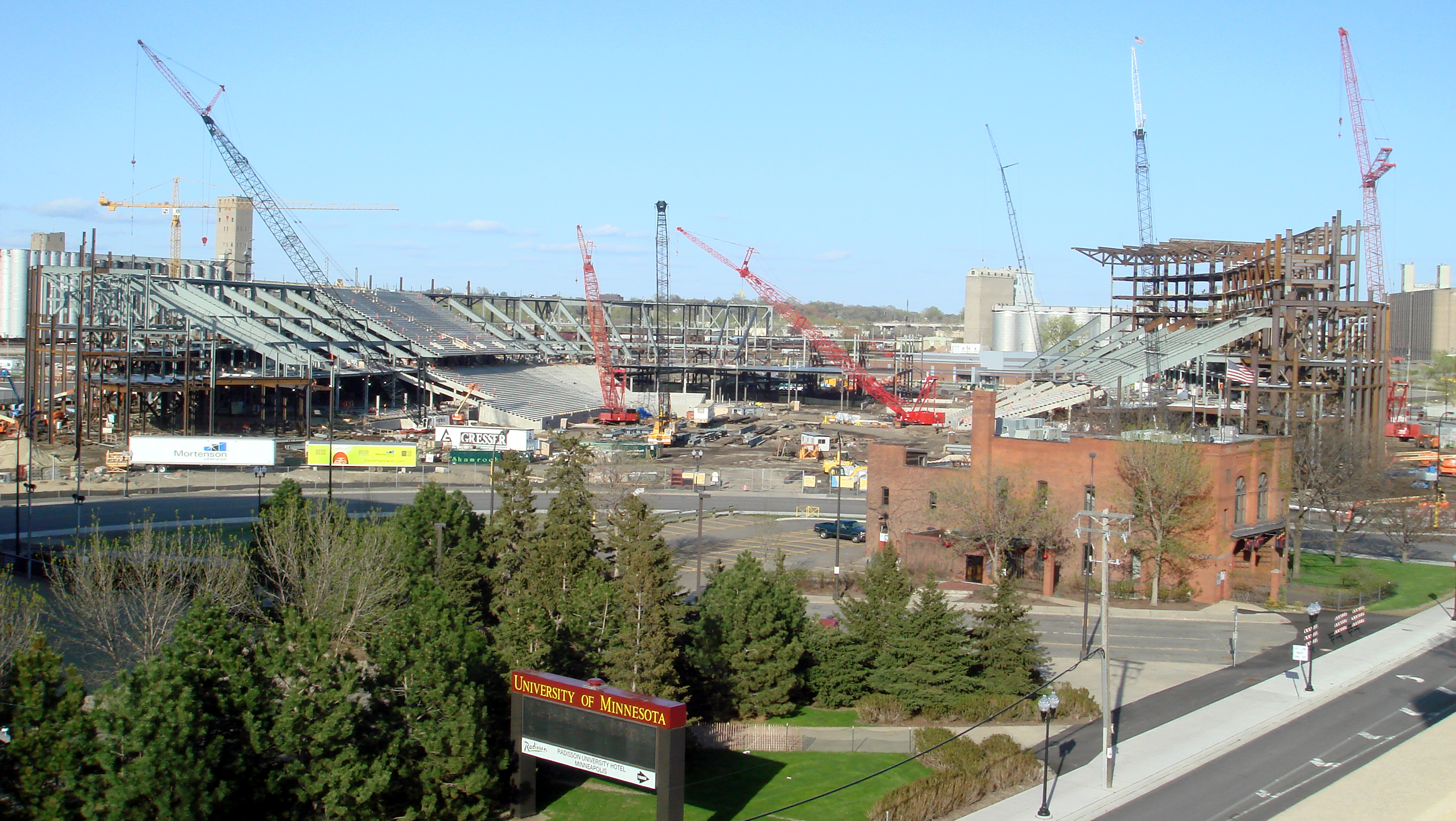
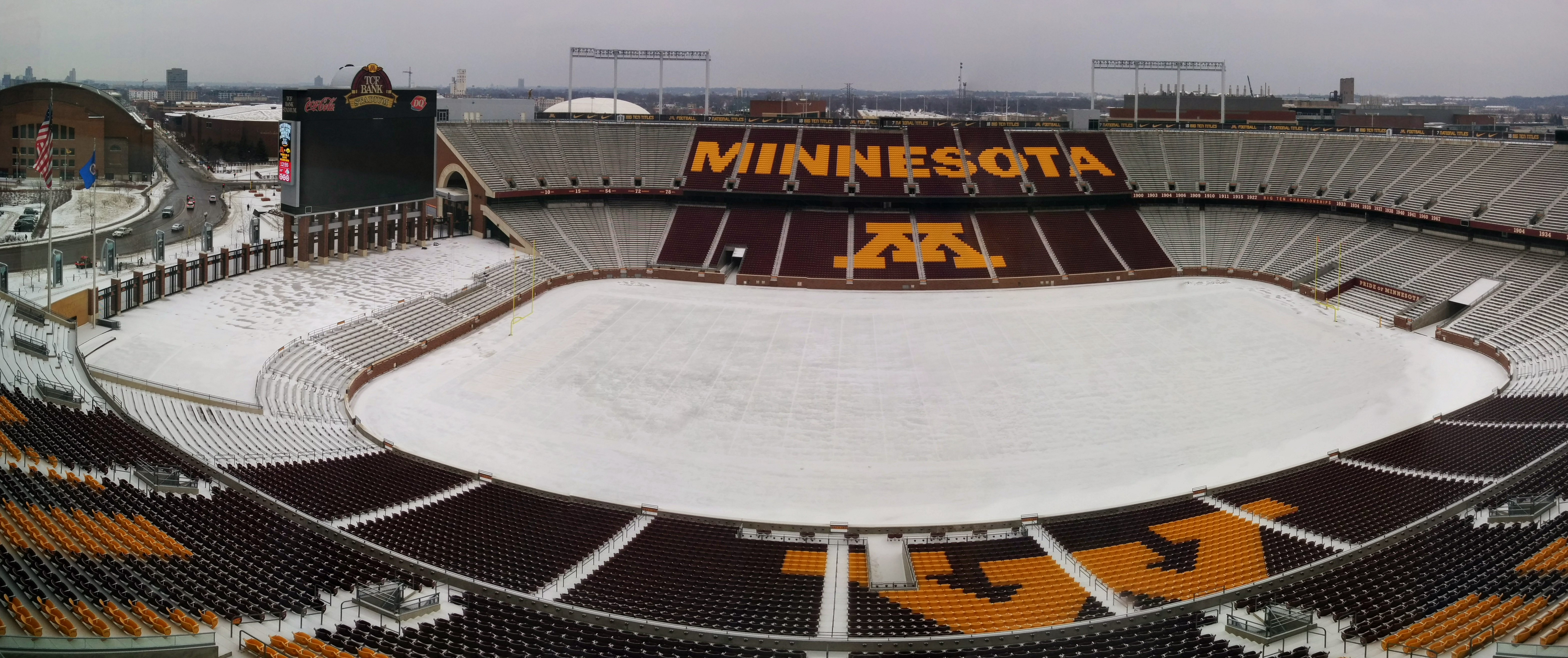